# Malabo Lopelo Melaka
Malabo Löpèlo Mëlaka o Rei Malabo I, (1837, Moka, província de Fernando Poo (actual Bioko) 19 d'abril de 1937), va ser primer un líder local bubi i un rei bubi en plenes funcions entre 1875 i 1899 (entre 1904 i 1937 va regnar simbòlicament triat pel poble bubi com a símbol d'autodeterminació bubi davant els colons espanyols).
El 1896 neix un dels seus tres fills, Francisco Malabo Beosá (1896-2001), que posteriorment ocuparà el títol de successor legítim del rei Malabo.
Va ser secretari de Sas-Ebuera entre l'any de la finalització del seu regnat en 1899 i l'any on els clans bubi el van proclamar simbòlicament Rei de Bioko el 1904.

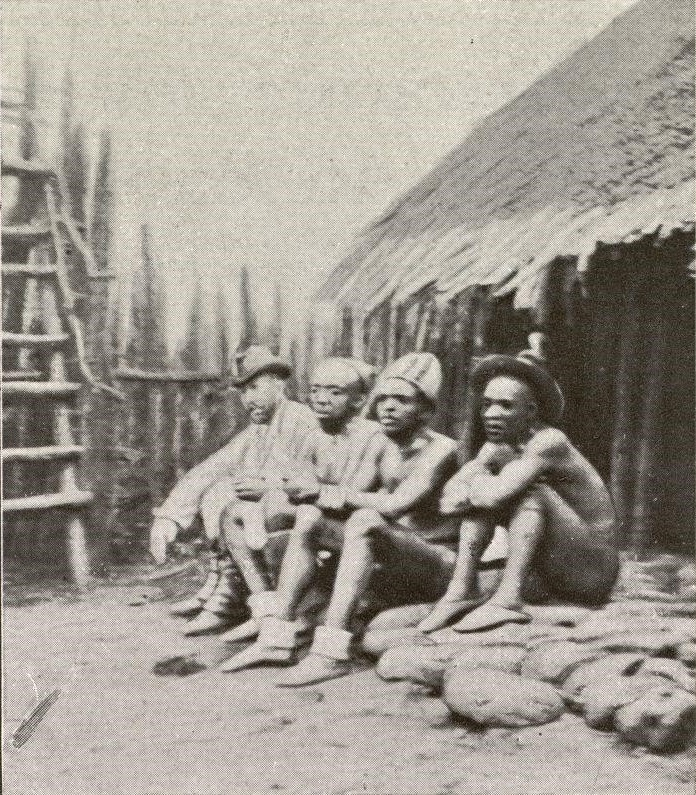
El rei Malabo (segon per la dreta) a la seva residència amb el seu hereu, el capitost Bioko i Joaquim Coll i Astrell.

Quan Sas-Ebuera va resultar detingut per les autoritats espanyoles el 1903-1904, Malabo Löpèlo Mëlaka i el seu germà Bioko Löpèlo Mëlaka van especular durant un temps amb un front anticolonial que finalment no es va dur a terme.
Va regnar simbòlicament des de la seva elecció com a rei pels clans bubi, el juliol de 1904 fins a la seva mort l'any 1937, i de la seva administració consten alguns actes, com l'agraïment a Francisco Alimama Kashu, natural de Heydrabat, Índia, establert a Bioko a principis del segle xx, a qui el rei Malabo li va concedir 10 hectàrees de terreny a Moka, per la seva experiències millorant els sistemes de cultiu.
Durant el seu regnat l'administració espanyola aconseguirà la total pacificació dels bubis, en moltes ocasions recorrent a mètodes colonials violents.
L'últim aixecament anticolonial va tenir lloc el 1910 a la regió de San Carlos, iniciant-se després de l'assassinat del cap europeu León Rabadán i dos policies indígenes. En aquest enfrontament moririen uns quinze mil Bubis. Immediatament després d'aquesta insurrecció, les forces colonials van pressionar al rei Malabo perquè influís en els líders dels clans bubi i evités nous enfrontaments. A aquesta trobada van assistir aquells caps que eren considerats més rebels pels colonitzadors, com Riokalo i altres.
El 1937 és empresonat per les autoritats colonials espanyoles. Va morir el 19 d'abril d'aquest mateix any, desapareixent en la pràctica de l'escenari polític bubi la figura del rei tradicional, tancant-se la seva dinastia a la mort del seu fill Francisco Malabo Beosá en 2001.
A la fi de la dècada de 1970, la política d'africanització toponímica del govern de Guinea Equatorial, va rebatejar la capital del país (britànica Port Clarence i espanyola Santa Isabel) amb el nom del monarca dels bubis, també en la dècada de 1980 l'Institut Nacional Rei Malabo (abans Cardenal Cisneros), recordarà la seva figura. Se li han dedicat igualment carrers a les ciutats de molts països.